# Hochschulrecht (Deutschland)
Das deutsche Hochschulrecht regelt das Hochschulwesen. Es ist Teil des besonderen Verwaltungsrechts.
Als Rahmengesetz erließ der Bund 1976 auf der Grundlage einer entsprechenden Änderung des Grundgesetzes das erste Hochschulrahmengesetz. Für Hochschulen der Länder gelten daneben die Landeshochschulgesetze, denen seit der Föderalismusreform 2006 wieder größeres Gewicht zukommt.
In Deutschland ist das Hochschulrecht zum Schutz der Freiheit von Wissenschaft und Lehre traditionell auf die Autonomie der Hochschulen ausgerichtet, die so viele Angelegenheiten selbst durch Satzung regeln können. Die Hochschulgesetze beschränken sich deshalb auf die Regelung grundsätzlicher Rahmenbedingungen. Die Hochschulen sind dadurch ermächtigt, im Rahmen der universitären Selbstverwaltung ihre Innenverhältnisse (die Hochschulverfassung) in weiten Teilen selbst zu regeln.
Wichtige Regelungsgegenstände sind die Studien- und Prüfungsordnung, das Berufungsverfahren. Politisch umstritten waren in der Vergangenheit Studiengebühren.
Entscheidungsgremien innerhalb einer Hochschule sind meist Präsidium oder Rektorat, der Senat, der Rat und die Studierendenschaft.